# Radio Wien
Radio Wien is de regionale radiozender voor Wenen, en is onderdeel van Ö2 die per deelstaat wordt uitgezonden. Het Ö2 Radio Wien programma wordt uitgezonden door de publieke omroep ORF De opnames voor Wenen worden gemaakt in de ORF Funkhausstudio's in het stadsdeel Wieden.

## Ontvangst
In de stad Wenen zelf en omgeving is de zender via FM te ontvangen via de hoofdfrequenties 89,9 MHz (Kahlenberg, 100 kW ERP), 95,3 MHz (Himmelhof, 800 W) en 91,3 MHz (Neuwaldegg, 30 W).
Radio Wien kan ook via satellietpositie Astra 19,2°O vrij worden ontvangen, of via het Internet in een livestream worden ontvangen (WMA of MP3).

## Presentatoren
- Hadschi Bankhofer (Goedemorgen Wenen, reporter)
- Sascha Boctor (De middag op Radio Wenen)
- Carola Gausterer (Ochtend programma)
- Gerald Holzinger (Weer)
- Alexander Jokel (Radio Wenen magazine)
- Martin Lang (Sport)
- Peter Tichatschek (Radio Wenen magazine)
- Christian Ludwig (De middag op Radio Wenen)
- Peter Polevkovits (Goedemorgen Wenen)
- Ingrid Rehusch (Verkeer)
- Tommy Vitera (Muziek kenner)
- Karl Warlischek (Verkeer)
- Angelika Lang (Ochtendprogramma)
- Leila Mahdavian (De Radio Wenen avond, Radio Wenen in het weekeinde)
- Robert Jahn (Reporter)
- Alex Schreuer (Presentator in de weekeinden, De Radio Wenen avond)
- Heidi Misof (Verkeer)
- Bernhard Weihsinger (Weer, reporter)
- Gerald Fleischhacker (Goedemorgen Wenen)
- Julia Korponay (reporter)
- Ewald Wurzinger (reporter)
- Gerd Krämer (Sport op de zaterdagavond)
- Karoline Boctor (Verkeer)

## Voormalige presentatoren
- Elisabeth Engstler
- Ernst Grissemann
- Martin Haidinger
- Alfred Robinek
- Otto Schmidt
- Ines Schwandler
- Alexandra Winkler
- Flo Winkler
- Nina Pölkhofer
- Karl Kaltenneger
- Gregor Wasserman
- Edi Finger jun.
- Pamela Grün